# Gufram
Gufram ist ein heute in Barolo, Italien ansässiges Unternehmen zur Herstellung von Sitzmöbeln und Einrichtungszubehör, das für seinen Einfluss im Bereich des Industriedesigns bekannt ist und seit den 1960er Jahren zur Revolutionierung der Möbelästhetik beigetragen hat.

## Geschichte
Gufram wurde 1966 als Marke von den Gebrüder Gugliermetto in Grosso gegründet. Der Name Gufram ist ein Akronym aus Gugliermetto Fratelli Arredamenti Moderni.  Seit 1952 sind sie in Grosso mit der Herstellung von Stühlen und Sitzen tätig. In den frühen 1960er Jahren von der künstlerischen Avantgarde in Turin und den radikalen architektonischen Experimenten dieser Jahre beeinflusst, entwickelten die Gugliermetto-Brüder mit Unterstützung aufstrebender Architekten und Künstler der damaligen Zeit die Produktion von Designprojekten in neuen Formen und neue Materialien. Die Verbreitung eines Materials wie Polyurethan im Möbelbereich, das zuvor als Isolator in der Transportindustrie verwendet wurde, und die Entwicklung des Kaltformsystems für dasselbe um 1970 ermöglichten es Gufram, mit der Massenproduktion von Sitzen mit einer neuen Ästhetik zu beginnen. Angelehnt an die Pop Art, gepolstert oder strukturiert mit Polyurethanschaumstoff.
Ab 1966 übernahm Giuseppe Raimondi, nun in Barolo, die künstlerische Leitung und signierte mehrere Produkte für das Unternehmen und beteiligte andere Künstler und Architekten an der Gestaltung der ersten Produkte und Prototypen des Unternehmens. 1968 brachte Gufram die Multipli (industriell reproduzierte Kunstobjekte in limitierter Auflage) auf den Markt. Im Jahr 1972 wurden in der von Emilio Ambasz kuratierten Ausstellung zum italienischen Design mit dem Titel Italy: The New Domestic Landascape im Museum of Modern Art (MOMA) in New York gezeigt. Anschließend werden Guframs Produkte in anderen europäischen und amerikanischen Museen erworben, darunter dem Vitra Design Museum, der ständigen Sammlung der Triennale in Mailand, dem Centre Pompidou in Paris, dem Denver Art Museum, dem Metropolitan Museum of Art in New York, im Museum of Modern Art und im Cooper Hewitt, Smithsonian Design Museum.
Im Laufe von 30 Jahren behielt Gufram seinen Hauptsitz im Piemont. 2004 wurde Gufram Teil der Poltrona Frau-Group und verlegte seinen Firmensitz nach Tolentino. 2009 wurde die Leitung der Marke, bis Ende 2011 der Firma Cassina, einem weiteren Unternehmen der Frau-Gruppe, anvertraut. 2011 kehrte das Unternehmen nach dem Kauf durch Sandra Vezza und ihrem Sohn Charley, die diese historische Marke italienischen Designs wieder aufleben lassen wollen, in den neuen Hauptsitz in Barolo ins Piemont zurück. Heute stellt Gufram, neben eigenen neuen Entwürfen, einen Teil der Polyurethanmöbel aus den 1960er und 1970er Jahren in liementierter Auflage her.
Zu den Ikonen von Gufram zählen der Kleiderständer Cactus und das Lippensofa Bocca, das vom Künstlerkollektiv Studio65, entwickelt wurde.

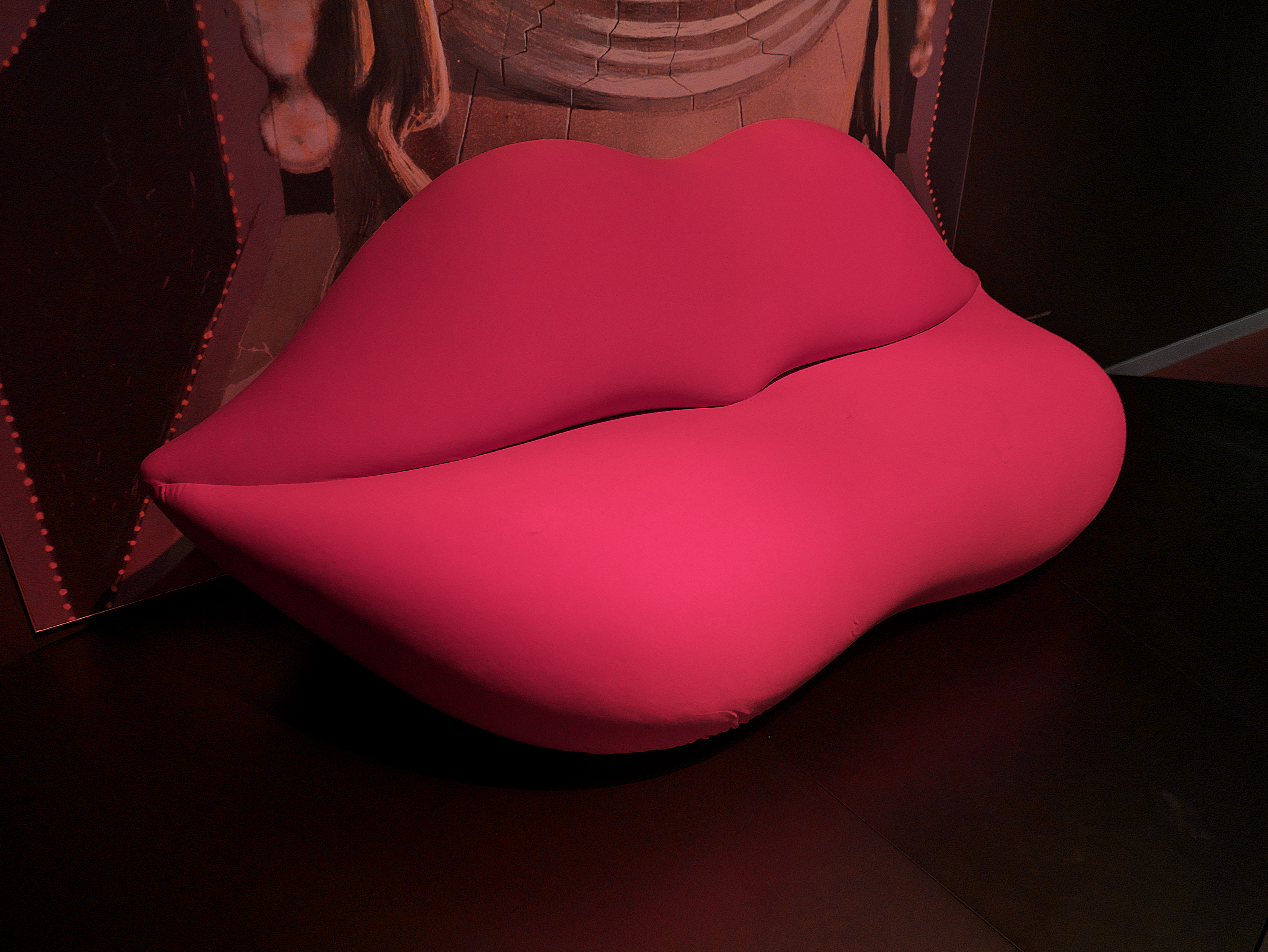
Bocca

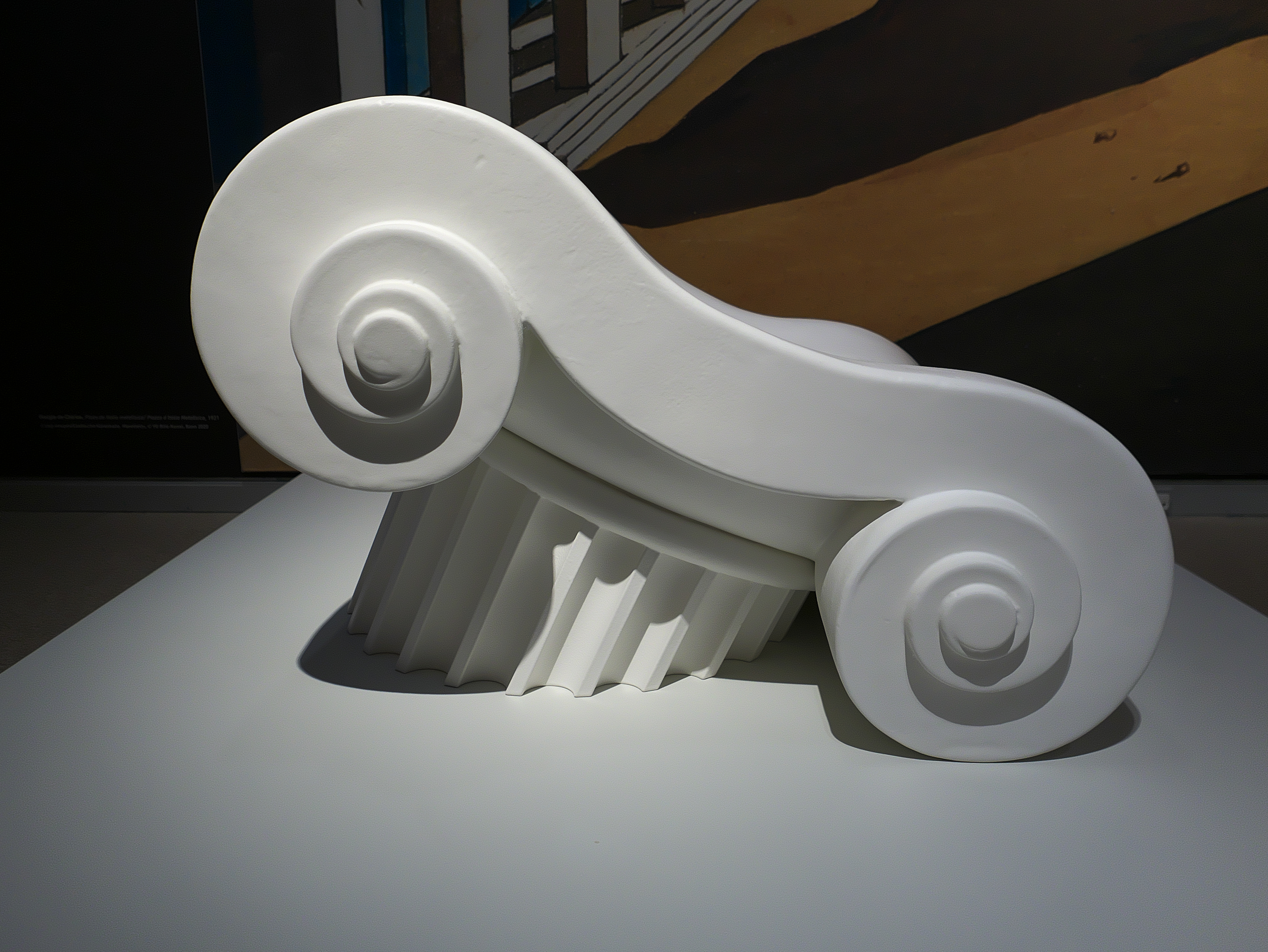
Capitello

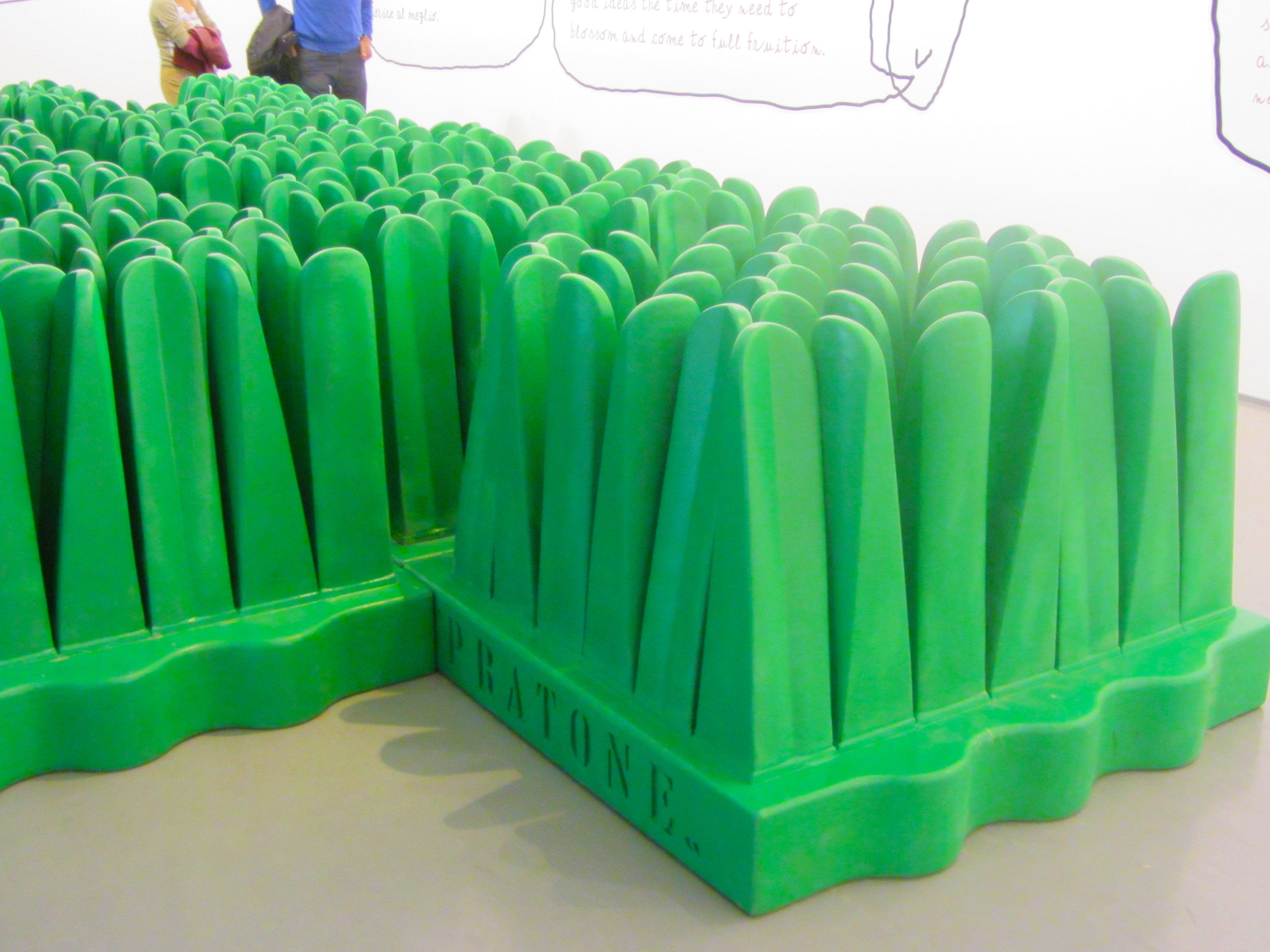
Pratone

## Modelle (Auswahl)
- 1966: Alvar (Giuseppe Raimondi)[3]
- 1968: Mozza (Giuseppe Raimondi)
- 1970: Bocca (Studio65)
- 1971: Pratone (Gruppo Strum)
- 1972: Capitello (Studio65)
- 1972: Cactus (Guido Drocco und Franco Mello)
- 1974: Massolo (Piero Gilardi)[4]
- 2017: Roxanne(Michael Young)[5]